# UC-4号潜艇
陛下之UC-4号艇是德意志帝国海军于第一次世界大战期间建造的其中一艘UC-I型近岸布雷潜艇或称U艇。它由汉堡的伏尔铿船厂承建，于1915年6月6日新船下水，至当月10日交付使用。其全长33.99米，水面及水下排水量分别为168吨和183吨，艇载武器则包括六具水雷投放井以及一门8毫米口径机枪。UC-4号入役后曾先后被部署至佛兰德区舰队和库尔兰区舰队，并参与了大西洋潜艇战。通过其七十三次布雷巡逻，共间接致沉36艘协约国或中立国的舰船，累计总吨位达44788吨。1918年10月5日，随着德军从西线撤退，已不具备适航能力的UC-4号被其船员凿沉于泽布吕赫附近。

## 设计
第一次世界大战爆发后，为配合欧洲大陆的战事，德意志帝国海军鱼雷监察局（Inspektion des Torpedowesens）于1914年9月向潜艇监察局（Inspektion des U-Bootwesens）提议，研制小型布雷潜艇用于在法国近岸水域实施水雷封锁。潜艇局随即完成了代号为“35a号工程”的设计方案，即UC-I型潜艇。有别于同时代的大多数潜艇类别，该型潜艇基本上采用单壳体；这意味着艇体全由耐压壳体构成，当中集成了用于下潜的潜水舱。这种结构类型是衍生自19世纪后期德国的第一艘实验性U艇，在当时实际上已显过时。
UC-4号是首批15艘UC-I型方案的四号艇。这个亚型是基于同时开发的近岸作业潜艇UB-I型发展而来，但体积略大，全长为33.99米，并有3.04米的吃水深度；舷宽则同样限定在3.15米，以满足铁路运输所要求的装载限界。其水上和水下排水量分别为168吨和183吨。艇只搭载有一台功率为90匹公制馬力（66千瓦特）的戴姆勒制六缸四冲程柴油发动机用于水面运行，以及一台175匹公制馬力（129千瓦特）的西门子-舒克特电动发电机供水下运行；它们用以驱动一根单轴直径为1.08米长的三叶螺旋桨。该艇的潜航深度为50米。
UC-4号在水上的最高速度为6.2節（11.5每小時），在水下的最高航速则为5.22節（9.67每小時）。它可以5節（9.3每小時）的速度在水上巡航780海里（1,440），或以4節（7.4每小時）的速度在水下巡航50海里（93）。作为专用的布雷潜艇，该艇取消了鱼雷发射管，改为六具倾斜式水雷存储井，并可携带12枚UC120型水雷。布雷时只需将存储井底部的盖板打开，水雷便可凭借自身重量滑入水中。此外，在甲板上还配备有一挺8毫米口径机枪作为辅助武器。其标准船员编制为1名军官及13名水兵。

## 历史

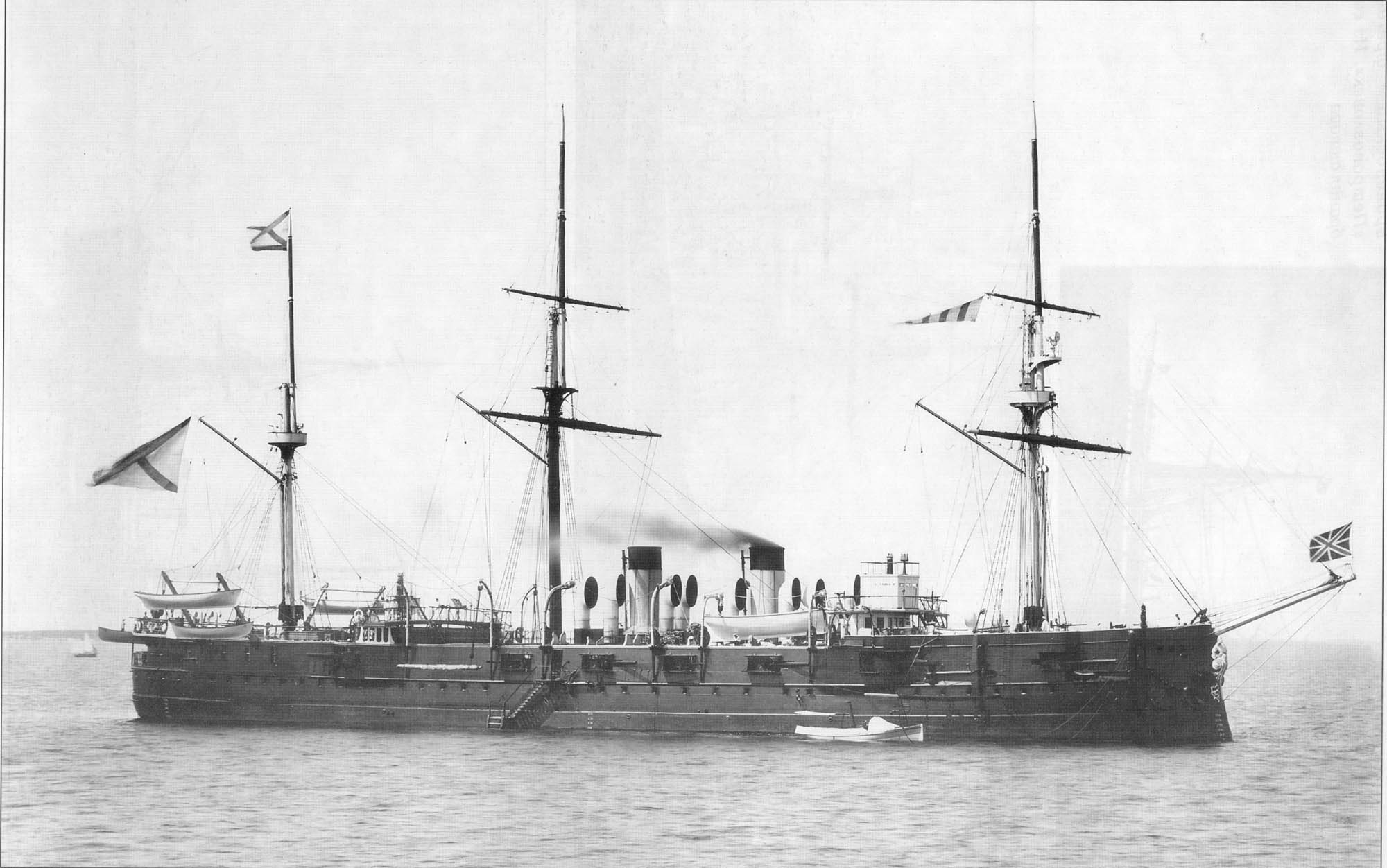
俄国布雷舰米宁号装甲巡洋舰是UC-4号击沉的唯一一艘军舰，也是吨位最大的一艘

UC-4号是由国家海军办公室作为C项战时订单（Kriegsauftrag C）的一部分，于1914年11月23日向汉堡的伏尔铿船厂订购，建造编号为48。艇只于1915年6月6日下水，至当月10日在首度担任艇长的海军中尉卡尔·费斯佩尔的指挥下正式交付使用。在费斯佩尔之后，还有多达13人曾相继担任过UC-4号的指挥官，其中包括一战功勋艇长、海军中尉汉斯·霍瓦尔特（1916年10月21日－11月26日）。不同于同型的大多数姊妹艇，UC-4号在竣工后先是前往利鲍，于1916年7月11日加入驻当地的库尔兰区舰队，受波罗的海侦察部队指挥部管辖。在库尔兰服役期间，该艇曾前往波罗的海的芬兰沿岸和哥特兰岛周边执行布雷任务，并击沉俄罗斯帝国海军的军舰和辅助军舰各1艘。其中，排水量为6136吨的布雷舰拉多加号于1915年8月15日在厄尔岛对开触雷沉没，成为被UC-4号击沉的唯一一艘军舰；而容积总吨为739吨的辅助扫雷艇北极花号（Linnea）则是9月16日在沃尔姆西岛附近的雷区内沉没。
从1916年2月4日至3月19日，UC-4号曾短暂转配驻泽布吕赫的佛兰德区舰队，并前往北海的的霍夫登、奥福德角和绍斯沃尔德附近海域执行布雷任务。之后，该艇重返波罗的海，加入第五半区舰队，但未再参与任何行动。自1916年9月30日起，UC-4号再度编入佛兰德区舰队，活动范围遍及休伊特海峡、奥福德角、奧德堡、肯特诺克和洛斯托夫特周边海域。在为期三年多的服役生涯中，UC-4号共完成七十三次布雷巡逻，间接致沉36艘协约国或中立国的舰船，其中包括21艘商船、1艘军舰和14艘辅助军舰，累计总吨位达44788吨。1918年10月，随着德军从西线撤退，佛兰德基地遭废弃。区舰队就地解散，所有适航潜艇都奉命返回德国；而当时已不具备适航能力的UC-4号则于10月5日在泽布吕赫附近被其船员自行凿沉。

## 袭击历史摘要
| 日期           | 船名           | 船籍           | 吨位 | 结局 |
| -------------- | -------------- | -------------- | ---- | ---- |
| 1915年8月15日  | 拉多加号       | 俄罗斯帝国海军 | 6136 | 击沉 |
| 1915年9月16日  | 北极花号       | 俄罗斯帝国海军 | 739  | 击沉 |
| 1916年2月12日  | 阿杜阿第克号   | 比利时         | 2221 | 击沉 |
| 1916年2月12日  | 雪松木号       | 英国           | 654  | 击沉 |
| 1916年2月13日  | 泰格斯蒂号     | 英国           | 4308 | 击沉 |
| 1916年2月29日  | 登奥夫奥吉尔号 | 英国           | 5689 | 击伤 |
| 1916年10月27日 | 比格多号       | 挪威           | 2345 | 击沉 |
| 1916年10月28日 | 斯巴达号       | 英国           | 480  | 击沉 |
| 1916年11月9日  | 桑尼塞得号     | 英国           | 447  | 击沉 |
| 1916年11月25日 | 伯恩利号       | 英國皇家海軍   | 275  | 击沉 |
| 1916年12月3日  | 雷马科号       | 英國皇家海軍   | 245  | 击沉 |
| 1916年12月5日  | 特瓦尼号       | 英國皇家海軍   | 457  | 击沉 |
| 1917年1月7日   | 唐塞得号       | 英國皇家海軍   | 182  | 击沉 |
| 1917年1月18日  | 达格玛号       | 丹麦           | 758  | 击沉 |
| 1917年1月20日  | 新彗星号       | 英國皇家海軍   | 177  | 击沉 |
| 1917年2月13日  | 梅尔维尔修女号 | 英國皇家海軍   | 260  | 击沉 |
| 1917年2月23日  | 掷弹兵号       | 英国           | 1004 | 击沉 |
| 1917年3月11日  | 克瓦辛德号     | 英国           | 2211 | 击沉 |
| 1917年3月12日  | 氛围号         | 英国           | 1517 | 击沉 |
| 1917年3月12日  | 庞特普里斯号   | 英国           | 1556 | 击沉 |
| 1917年6月3日   | 吉拉达号       | 英国           | 46   | 击沉 |
| 1917年7月4日   | 贵橄榄石号     | 英国           | 57   | 击沉 |
| 1917年7月7日   | 凯尔文号       | 英國皇家海軍   | 322  | 击沉 |
| 1917年7月20日  | 北方女王号     | 英國皇家海軍   | 594  | 击沉 |
| 1917年9月5日   | 厄洛斯号       | 英國皇家海軍   | 286  | 击沉 |
| 1917年10月20日 | 活力号         | 英國皇家海軍   | 202  | 击沉 |
| 1917年11月11日 | 田凫号         | 英国           | 1192 | 击沉 |
| 1917年11月13日 | 阿克斯明斯特号 | 英国           | 1905 | 击沉 |
| 1917年12月23日 | 格兰特利庄园号 | 英国           | 4008 | 击沉 |
| 1918年2月25日  | 鲁比奥号       | 英国           | 2395 | 击沉 |
| 1918年2月26日  | 伯温号         | 英国           | 3752 | 击伤 |
| 1918年3月5日   | 煤气号         | 英国           | 2257 | 击沉 |
| 1918年3月5日   | 爱丝特雷娜号   | 英国           | 1740 | 击沉 |
| 1918年3月5日   | 图斯纳施塔布号 | 挪威           | 1136 | 击沉 |
| 1918年4月12日  | 朗海伦号       | 英国           | 1281 | 击沉 |
| 1918年4月20日  | 努米托号       | 英國皇家海軍   | 242  | 击沉 |
| 1918年4月25日  | 圣西利奥号     | 英國皇家海軍   | 928  | 击沉 |
| 1918年6月26日  | 阿喀琉斯二号   | 英國皇家海軍   | 225  | 击沉 |

## 脚注
1. ↑  Tarrant，第173頁.
2. 1 2 3  Helgason, Guðmundur. . German and Austrian U-boats of World War I - Kaiserliche Marine - Uboat.net.   [2009-02-20].
3. ↑  Gröner 1991，第30-31頁.
4. 1 2  Helgason, Guðmundur. . German and Austrian U-boats of World War I - Kaiserliche Marine - Uboat.net.   [2014-12-31].
5. ↑  Helgason, Guðmundur. . German and Austrian U-boats of World War I - Kaiserliche Marine - Uboat.net.   [2014-12-31].
6. ↑  Helgason, Guðmundur. . German and Austrian U-boats of World War I - Kaiserliche Marine - Uboat.net.   [2014-12-31].
7. ↑  Helgason, Guðmundur. . German and Austrian U-boats of World War I - Kaiserliche Marine - Uboat.net.   [2014-12-31].
8. ↑  Helgason, Guðmundur. . German and Austrian U-boats of World War I - Kaiserliche Marine - Uboat.net.   [2014-12-31].
9. 1 2  Helgason, Guðmundur. . German and Austrian U-boats of World War I - Kaiserliche Marine - Uboat.net.   [2014-12-31].
10. 1 2  Helgason, Guðmundur. . German and Austrian U-boats of World War I - Kaiserliche Marine - Uboat.net.   [2014-12-31].
11. ↑  Helgason, Guðmundur. . German and Austrian U-boats of World War I - Kaiserliche Marine - Uboat.net.   [2014-12-31].
12. ↑  Helgason, Guðmundur. . German and Austrian U-boats of World War I - Kaiserliche Marine - Uboat.net.   [2014-12-31].
13. ↑  Helgason, Guðmundur. . German and Austrian U-boats of World War I - Kaiserliche Marine - Uboat.net.   [2014-12-31].
14. ↑  Helgason, Guðmundur. . German and Austrian U-boats of World War I - Kaiserliche Marine - Uboat.net.   [2014-12-31].
15. ↑  Helgason, Guðmundur. . German and Austrian U-boats of World War I - Kaiserliche Marine - Uboat.net.   [2014-12-31].
16. ↑  Helgason, Guðmundur. . German and Austrian U-boats of World War I - Kaiserliche Marine - Uboat.net.   [2014-12-31].
17. ↑  陈进，第45頁.
18. 1 2 3  Gröner 1991，第30–31頁.
19. 1 2  陈进，第46頁.
20. ↑  NARS，第123頁.
21. ↑  Helgason, Guðmundur. . German and Austrian U-boats of World War I - Kaiserliche Marine - Uboat.net.   [2022-06-29].
22. ↑  Helgason, Guðmundur. . German and Austrian U-boats of World War I - Kaiserliche Marine - Uboat.net.   [2022-06-29].
23. ↑  NARS，第123–124頁.
24. 1 2  Helgason, Guðmundur. . German and Austrian U-boats of World War I - Kaiserliche Marine - Uboat.net.   [2014-12-31].